# Obrov (Słowenia)
Obrov – wieś w Słowenii, w gminie Hrpelje-Kozina. 1 stycznia 2017 liczyła 196 mieszkańców.